# Jiří Hanzelka (explorateur)
Jiří Hanzelka (né le 24 décembre 1920 à Štramberk, alors en Tchécoslovaquie, et mort le 15 février 2003 à Prague, en |tchéquie est un explorateur, photographe, réalisateur, producteur de cinéma et écrivain tchécoslovaque, puis tchèque.

## Biographie
Né à Štramberk, Jiří Hanzelka est âgé de trois ans quand ses parents déménagent à Koprivnice où son père travaille comme ouvrier dans l'usine de construction automobile Tatra dans le département développement, et occasionnellement, comme copilote de Joseph Vermiřovského. De 1925 à 1930 la famille vit à Bratislava, avant de s'établir à Prague.
Jiří Hanzelka est diplômé de l'Académie de commerce en 1938, puis commence des études à l'École supérieure d'économie (Vysoké škole obchodní) à Prague. Comme les universités sont fermées pendant la Seconde Guerre mondiale, il ne peut les terminer qu'en 1946. Dans cet intervalle, il travaille dans une ferme à Zhoř u Tábora, où un accident lui cause la perte d'un doigt.
En compagnie de son compatriote Miroslav Zikmund rencontré pendant ses études, Jiří Hanzelka voyage, dans les années 1950 et 1960, en Afrique, Asie, Amérique du Sud et Océanie. Ils écrivent des livres et des articles sur ce qu'ils ont vécu au cours de leurs deux voyages. Ils réalisent également plusieurs films. Les deux hommes sont connus sous le nom collectif de Hanzelka et Zikmund.
Après son premier voyage, de retour en Tchécoslovaquie, en 1954, il se marie et a deux enfants, prénommés également Jiří et Hana. En 1958, il se domicilie à Gottwaldov (l'actuelle Zlín). Il fait don de sa demeure à la ville à la condition qu'il y soit établi une crèche.

## Filmographie partielle
- 1952 : Afrika I. - Z Maroka na Kilimandzaro
- 1954 : Z Argentiny do Mexika